# 小笠原真温
小笠原 真温（おがさわら さねあつ、- 安政元年（1854年））は、江戸時代後期の旗本。通称は信助。父は旗本・小笠原則普。
天保9年（1838年）6月10日小十人組頭から遠江国中泉代官所の代官に転じ、三河国赤坂に出張陣屋を置く。同13年（1842年）6月18日、越後国水原代官所に場所替えとなり、陸奥国会津田島に出張陣屋を置く。在任中は拝借金の貸下げによる農民救済や馬市の再興にあたり、前任者の平岡文治郎の後を受けて八十里越改修工事を完成したほか、代官所の一室に郷学「温故堂」を開き、講頭として頼山陽の次男頼支峰を招聘した。領民にって水原浮洲神社に「小笠原権現」の石碑が建立された。